# San José de Letras
San José de Letras är en ort i Mexiko.   Den ligger i kommunen Ojuelos de Jalisco och delstaten Jalisco, i den centrala delen av landet, 400 km nordväst om huvudstaden Mexico City. San José de Letras ligger 2 138 meter över havet och antalet invånare är 172.
Terrängen runt San José de Letras är varierad. Runt San José de Letras är det ganska glesbefolkat, med 21 invånare per kvadratkilometer. Närmaste större samhälle är Palo Alto, 19,1 km sydväst om San José de Letras. Omgivningarna runt San José de Letras är i huvudsak ett öppet busklandskap.